# Rhododendron lapponicum
Rhododendron lapponicum is een soort uit de heidefamilie (Ericaceae) die in Europa in het wild voorkomt.
Ondanks wat de botanische naam suggereert, komt de soort ook buiten Lapland voor. De soort komt buiten Europa voor op de kusten van Groenland, in grote delen van Noord-Canada en Alaska en via Oost-Siberië loopt het verspreidingsgebied via China door tot aan de Himalaya.
De tot 60 cm hoge struik heeft tot 2 cm lange bladeren. Deze bladeren zijn aan de bovenzijde donkergroen, aan de onderzijde zijn ze voorzien van schubben, de bladranden zijn iets omgebogen.
De violette tot paarse bloemen zijn klokvormig, tot 1,5 cm lang en bloeien in mei en juni.
De plant geeft de voorkeur aan vrij droge plaatsen in de bergen.
... · 
R. arboreum · 
R. atlanticum · 
R. canadense · 
R. catawbiense · 
R. caucasicum · 
R. dauricum · 
R. ferrugineum (Gewone alpenroos) · 
R. groenlandicum · 
R. hirsutum (Harig alpenroosje) · 
R. lapponicum · 
R. luteum (Pontische azalea) · 
R. occidentale · 
R. ponticum (Pontische rododendron) · 
R. quinquefolium · 
R. smirnowii · 
R. tomentosum · 
R. vaseyi · 
...